# 사이트 & 사운드
《사이트 & 사운드》(Sight & Sound)는 영국 영화 협회에서 발행하는 영화 잡지이다. 1952년부터 10년 주기로 "세계 영화 베스트 10" 명단을 발표하고 있다.

## 상세
〈사이트 앤 사운드〉는 지난 1932년 처음 발행되었다. 2년 뒤인 1934년에는 영국영화협회 (BFI) 소유가 되었으며 지금까지 발행을 이어오고 있다. 창간 이후부터는 한달에 한번씩 발행되는 월간지였으나 1950년대 초부터 분기별로 발행되기 시작하였다. 이후 40여년간 발행주기를 이어오다 1991년 BFI의 또다른 발행지였던 〈먼슬리 필름 불러틴〉과 통합되어 월간지로 되돌아갔다. 역대 편집장으로는 헐리우드에 몸담던 영국 출신 각본가 게이븐 램버트 (1949~1955), 영국의 영화 평론가 페넬로프 휴스턴 (1956~1990)이 있었다. 1991년 재창간 직후에는 필립 토드가 맡았으며, 2019년부터는 NME 편집장 출신인 마이크 윌리엄스가 맡고 있다.
〈사이트 앤 사운드〉에는 매달 개봉 신작의 평론이 실리며, 일반개봉으로 풀린 영화들만 집중하는 다른 영화 평론지와는 달리 아트하우스 등지에서만 공개되는 마이너한 영화들도 다루고 있다. 또 리뷰한 영화의 전체 줄거리는 물론, 해당 영화의 출연진과 제작진 명단을 소개하는 것도 특징이다.

## 사이트 앤 사운드 선정 역대 최고의 영화
〈사이트 앤 사운드〉는 1952년부터 매 10년마다 전세계 영화인들로 선정단을 모집하여 역대 최고의 영화 목록을 선정한다. 첫 조사 이래 한동안은 영화 평론가와 영화 감독 모두 같은 선정투표에 참여하였으나, 1992년부터는 영화 평론가와 영화 감독의 표를 별개로 집계하여 각각의 순위를 따로 발표하고 있다. 가장 최근에는 2022년 역대 최고의 영화 순위가 발표되었으며, 총 846명의 영화인이 참가해 2,045편의 후보작이 나왔다. 이 해 조사에 참가한 사람 중에는 쿠엔틴 타란티노, 마틴 스콜세지, 켄 로치, 프랜시스 포드 코폴라, 봉준호 등 유명 영화 감독들도 있었다.
사이트 앤 사운드가 선정한 순위는 '역대 최고의 영화 순위'를 논하는 데 있어 제일 중요한 선정사례로 꼽히고 있다. 헐리우드계 평론가 로저 에버트는 이 조사에 대해 "위대한 영화를 꼽는 수많은 조사 중에서 제일 높이 사는, 진정한 영화인이라면 진지하게 받아들이는 유일한 조사"로 평한 바 있다. 1952년 제1회 조사에서는 《자전거 도둑》이 1위에 올랐으며, 1962년부터 2002년까지 다섯 차례 조사에서는 《시민 케인》이 1위에 올랐다. 2012년에는 《현기증》이 처음으로 1위에 올랐으며, 영화 감독 투표 순위에서는 《동경 이야기》가 1위로 꼽혔다. 2022년에는 《잔느 딜망》이 처음으로 1위에 올랐으며, 영화 감독 투표 순위에서는 《2001: 스페이스 오디세이》가 1위로 꼽혔다.

### 1952년
1. 자전거 도둑 (25표)
2. 시티 라이트 (19표)
3. 황금광시대 (19표)
4. 전함 포템킨 (16표)
5. 인톨러런스 (12표)
6. 루이지애나 스토리 (12표)
7. 탐욕 (11표)
새벽 (11표)
잔 다르크의 수난 (11표)
8. 밀회 (10표)
게임의 규칙 (10표)
백만장자 (10표)

순외권 1위로는 시민 케인, 위대한 환상, 분노의 포도 (9표)가 뽑혔다.

### 1962년
1. 시민 케인 (22표)
2. 정사 (20표)
3. 게임의 규칙 (19표)
4. 탐욕 (17표)
우게쓰 이야기 (17표)
5. 전함 포템킨 (16표)

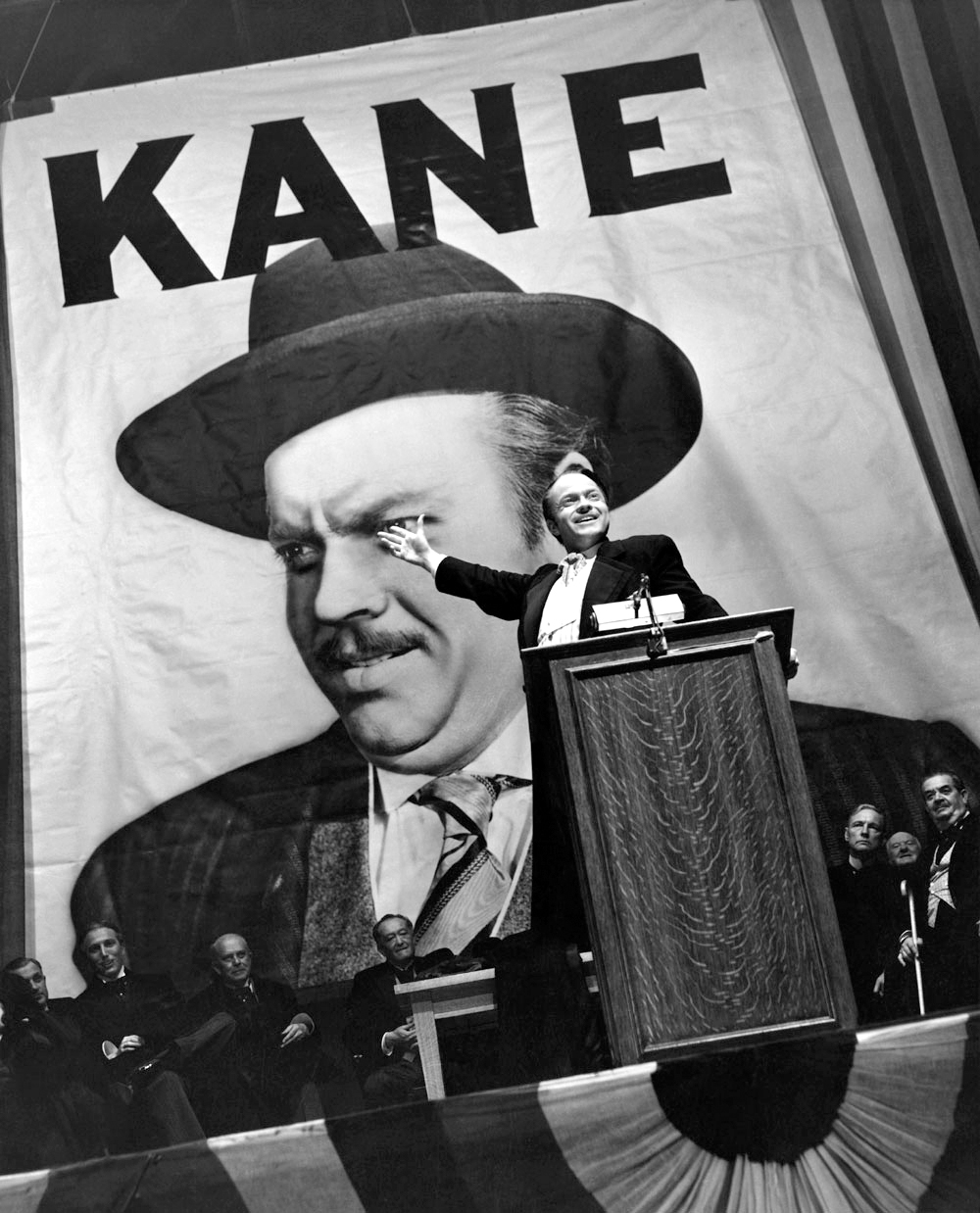
시민 케인 (1941)

6. 자전거 도둑 (16표)
폭군 이반 1부 (16표)
7. 흔들리는 대지 (14표)
8. 라탈랑트 (13표)

순외권 1위로는 히로시마 내 사랑, 아푸 제1부 - 길의 노래, 품행제로 (11표)가 뽑혔다.

### 1972년
1. 시민 케인 (32표)
2. 게임의 규칙 (28표)
3. 전함 포템킨 (16표)
4. 8½ (15표)
5. 정사 (12표)
페르소나 (12표)
6. 잔 다르크의 수난 (11표)
7. 제너럴 (10표)
위대한 앰버슨가 (10표)
8. 우게쓰 이야기 (9표)
산딸기 (9표)

순외권 1위로는 황금광시대, 히로시마 내 사랑, 이키루, 폭군 이반 1부, 미치광이 피에로, 현기증 (8표)이 뽑혔다.

### 1982년
1. 시민 케인 (45표)
2. 게임의 규칙 (31표)
3. 7인의 사무라이 (15표)
사랑은 비를 타고 (15표)
4. 8½ (14표)
5. 전함 포템킨 (13표)
6. 정사 (12표)
위대한 앰버슨가 (12표)
현기증 (12표)
7. 제너럴 (11표)
수색자 (11표)

순외권 1위로는 2001: 스페이스 오디세이, 안드레이 류블료프 (10표)가 뽑혔다.

### 1992년
1. 시민 케인 (43표)
2. 게임의 규칙 (32표)
3. 동경 이야기 (22표)
4. 현기증 (18표)
5. 수색자 (17표)
6. 라탈랑트 (15표)
잔 다르크의 수난 (15표)
아푸 제1부 - 길의 노래 (15표)
전함 포템킨 (15표)
7. 2001: 스페이스 오디세이 (14표)

순외권 1위로는 자전거 도둑, 사랑은 비를 타고 (10표)가 뽑혔다.

### 2002년
1. 시민 케인 (46표)
2. 현기증 (41표)
3. 게임의 규칙 (30표)
4. 대부와 대부 2 (23표)
5. 동경 이야기 (22표)
6. 2001: 스페이스 오디세이 (21표)
7. 전함 포템킨 (19표)
선라이즈 (19표)
8. 8½ (18표)
9. 사랑은 비를 타고 (17표)

순외권 1위로는 7인의 사무라이, 수색자 (15표)가 뽑혔다.

### 2012년
1. 현기증 (191표)
2. 시민 케인 (157표)
3. 동경 이야기 (107표)
4. 게임의 규칙 (100표)
5. 선라이즈 (93표)
6. 2001: 스페이스 오디세이 (90표)
7. 수색자 (78표)
8. 카메라를 든 사나이 (68표)
9. 잔 다르크의 수난 (65표)
10. 8½ (64표)

순외권 1위로는 전함 포템킨 (63표)이 뽑혔다.

### 2022년
1. 잔느 딜망
2. 현기증
3. 시민 케인
4. 동경 이야기
5. 화양연화
6. 2001: 스페이스 오디세이
7. 아름다운 직업
8. 멀홀랜드 드라이브
9. 카메라를 든 사나이
10. 사랑은 비를 타고

순외권 1위로는 선라이즈가 뽑혔다.

### 감독 선정
| 연도 | 1위                     | 2위                                | 3위       | 4위                    | 5위                 | 6위                            | 7위          | 8위  | 9위                                 | 10위                                     |
| ---- | ----------------------- | ---------------------------------- | --------- | ---------------------- | ------------------- | ------------------------------ | ------------ | ---- | ----------------------------------- | ---------------------------------------- |
| 1992 | 시민 케인               | 8과 1/2                            | 성난 황소 | 길                     | 라탈랑트            | 대부, 모던 타임스, 현기증      |              |      | 대부 2                              | 잔 다르크의 수난, 라쇼몽, 7인의 사무라이 |
| 2002 | 시민 케인               | 대부 & 대부 2                      | 8과 1/2   | 아라비아의 로렌스      | 닥터 스트레인지러브 | 자전거 도둑, 성난 황소, 현기증 |              |      | 라쇼몽, 게임의 법칙, 7인의 사무라이 |                                          |
| 2012 | 동경 이야기             | 2001: 스페이스 오디세이, 시민 케인 |           | 8과 1/2                | 택시 드라이버       | 지옥의 묵시록                  | 대부, 현기증 |      | 거울                                | 자전거 도둑                              |
| 2022 | 2001: 스페이스 오디세이 | 시민 케인                          | 대부      | 동경 이야기, 잔느 딜망 |                     | 8과 1/2, 현기증                |              | 거울 | 페르소나, 화양연화, 클로즈업        |                                          |

## 같이 보기
- 영국영화협회
- 영화 잡지
- 역대 최고의 영화 목록